# Кирквил (Ајова)
Кирквил (енгл. Kirkville) град је у америчкој савезној држави Ајова. По попису становништва из 2010. у њему је живело 167 становника.

## Демографија
Према попису становништва из 2010. у граду је живело 167 становника, што је -47 (-22.0%) становника више него 2000. године.
| Група             | 2000.       | 2010.       |
| Белци             | 212 (99,1%) | 162 (97,0%) |
| Афроамериканци    | 0 (0,0%)    | 0 (0,0%)    |
| Азијати           | 0 (0,0%)    | 0 (0,0%)    |
| Хиспаноамериканци | 1 (0,5%)    | 3 (1,8%)    |
| Укупно            | 214         | 167         |